# 祺祥

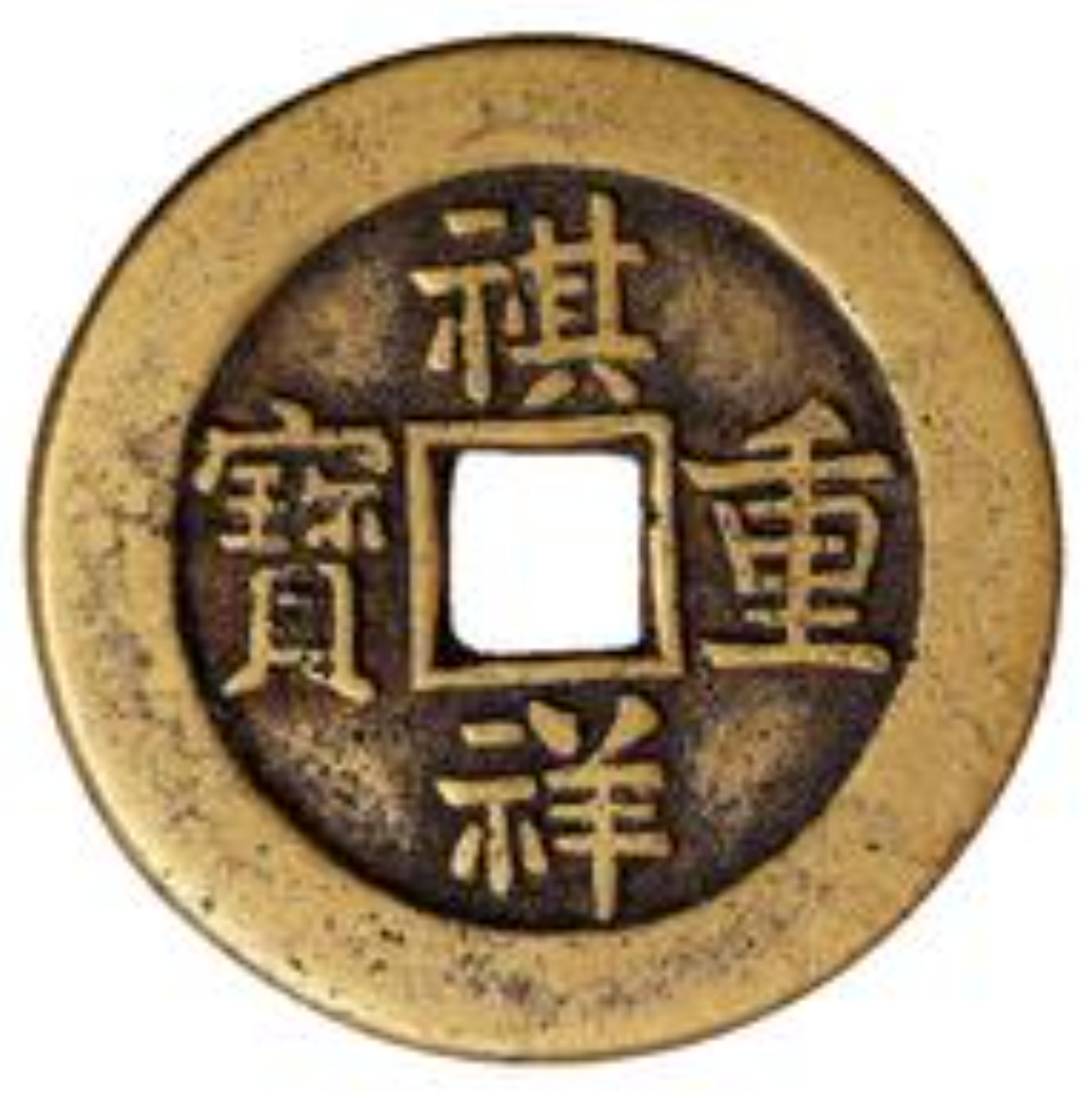

祺祥（きしょう、満洲語: ᡶᡝᠩᡧᡝᠩᡤᡝ
ᠰᠠᠪᡳᠩᡤᠠ　転写：fengšengge sabingga）は、清の同治帝の代に公布されながら、施行されなかった元号。1861年。

## 概要
1861年8月22日（咸豊11年7月17日）に、咸豊帝が熱河（現在の承徳）で崩御すると、粛順らが顧命大臣として朝政を補佐し、9月3日に祺祥と改元することが定められた。
しかし、11月2日に辛酉政変が発生すると、西太后一派が主導権を握り、11月7日に祺祥を同治と改める旨の詔勅が出され、祺祥の年号は施行されることなく廃された。